# サヴィヨン・リーブレヒト
サヴィヨン・リーブレヒト (Savyon Liebrecht; ヘブライ語: סביון ליברכט) (1948年1月13日 - ) はイスラエルの作家である。彼女はポーランドのホロコースト生還者サビーヌ・ソスノウスキーとして、ドイツのミュンヘンに生まれ、3人兄弟の長女であった。一家は1950年にイスラエルに移住した。
リーブレヒトはイギリスのロンドンでジャーナリズムとドイツ語を1年間学んだ後に、帰国して名前をサビーヌからサヴィヨンに改めた。テルアビブ大学で哲学と英文学を修め、学士号を取得した。1971年に結婚し、1977年に娘が生まれ、後に息子も生まれた。
文芸誌に短篇「砂漠と林檎」が掲載され作家デビューし、1986年出版の作品集『砂漠と林檎』は好評を得て映画化され、イスラエルの作家ナタン・アルテルマンの名を冠したアルテルマン賞を受賞した。

## 著作
彼女の著作には次が含まれる。
- Apples from the Desert: Selected Stories, Feminist Press, 2000 ISBN 978-1-55861-235-8
- A Man and a Woman and a Man: A Novel, Persea Books, 2003, ISBN 978-0-89255-297-9
- A Good Place for the Night: Stories, Persea Books, 2006, ISBN 978-0-89255-320-4
- The Women My Father Knew: A Novel, Persea Books, 2010, ISBN 978-0-89255-356-3
- Horses on the Highway: Stories,Crown, 1988,ISBN 978-9650703288

### 日本語に翻訳された著作
- サヴィヨン・リーブレヒト著; 母袋夏生訳 「砂漠の林檎」『砂漠の林檎』河出書房新社、2023年8月, ISBN 978-4-309-20890-9, p5-19[3][4]